# Пузићи
Пузићи су породица Certhiidae, малих птица певачица, распрострањених у шумовитим регионима северне хемисфере и подсахарској Африци. Породица садржи десет врста у два рода, Certhia и Salpornis. Њихово перје је тамне боје, а како им и само име говори, оне се пењу по површини дрвећа у потрази за храном.

## Таксономија и систематика
Породица се састоји од две потпородице, од којих свака има по један род. Њихове посебне анатомске карактеристике и карактеристике понашања разматране су одвојено.
- Потпородица Certhiinae, род Certhia, типични су пузићи, са седам врста које се налазе у Европи и Азији, а једна, смеђи пузић, у Северној Америци.
- Потпородица Salpornithinae, род Salpornis, садржи само индијског пегавог пузића и афричког пегавог пузића.

Неки таксономисти стављају плаве бргљезе и пузиће у већу групацију са царићима и комарцоловцима. Ова суперфамилија, (таксономнски ранг) Certhioidea, је била заснована на филогенетским испитивањима употребом митохондријске и нуклеарне ДНК, а  створена је да покрије кладу четири породице које су уклоњене из већег груписања птица певачица, грмуша. Чини се да је фосилни запис за ову групу ограничен на ножну кост ране миоценске птице из Баварске која је идентификована као изумрли представник пењачице Certhioidea, кладе која укључује пузиће, литичаре и плаве бргљезе. Описан је као Certhiops rummeli.
Име рода потиче од старогрчког kerthios, мале птице настањене на дрвећу коју су описали Аристотел и други, и латинског familiaris, познат или уобичајен.
Постоје још две мале породице птица са именом пузића, које нису блиско повезане:
- аустралијски пузићи (Climacteridae)
- филипински пузићи (Rhabdornithidae)

Литичар је првобитно описан у породици Certhiidae али се сада сматра као више блиско повезан са плавим бргљезима.

### Врсте у таксономском поретку
- Род Certhia
  - Евроазијски пузић или обичан пузић, Certhia familiaris
  - Хоџсонов пузић, Certhia hodgsoni
  - Смеђи пузић, Certhia americana
  - Краткопрсти пузић, Certhia brachydactyla
  - Хималајски пузић, Certhia himalayana
  - Сечуански пузић, Certhia tianquanensis
  - Непалски пузић, Certhia nipalensis
  - Сикким пузић, Certhia discolor
  - Хумеов пузић, Certhia manipurensis
- Род Salpornis
  - Индијски пегави пузић, Salpornis spilonotus
  - Афрички пузић, Salpornis salvadori

## Опис
Дужина пузића је од 12 до 18 цм. Њихови кљунови су благо закривљени и прилично дуги, користе се за испитивање коре дрвета ради тражења инсеката и паука. Често се пењу уз стабла дрвећа по завојитој стази, скачући ногама; прсти су им дугачки и врхови са јако закривљеним канџама за хватање. Дужи репови Certhia пузића укрућени су за употребу као реквизит током пењања. Њихове песме и позиви су танки и високи.

## Распрострањеност и станиште
Већина врста пузића јавља се у Палеарктичком и Индомалајском подручју, од Западне Европе до Јапана и Индије. Једна врста се јавља у Северној Америци од Аљаске до Никарагве, а друга има дисконтинуирану дистрибуцију у подсахарској Африци и Индији. Све врсте пузића налазе се у  шумским стаништима. Северније врсте су делимично селице, а за оне које се налазе у топлијој клими сматра се да су станарице, мада за многе врсте недостају информације.

## Понашање и екологија
Пузићи су генерално ненаметљиви и често су равнодушни према људима. Јављају се појединачно или у паровима, понекад у малим породичним групама. Заједничко уточиште примећено је код три врсте (а може се појавити и код више), при чему чак 20 птица дели рупу за уточиште ради очувања топлоте.
Пузићи се хране на деблима великих стабала. Крећу се уз дебло у низу малих скокова. Лете до дна дрвета, а затим се спирално пењу тражећи плен. Већина њихове исхране састоји се од малих бескичмењака, укључујући инсекте и њихове ларве, пауке и псеудоскорпионе. У тешким временима могу узети семена и плодове, а неколико врста ће посетити и хранилице за птице. Забележене су врсте у оба рода које се придружују јатима за исхрану мешовитих врста.
Пузићи су моногамни и територијални. Гнезда и јаја се разликују међу родовима: Certhia пузићи обично се гнезде у размаку између коре дрвета и дрвета, док се гнездо пегавих пузића поставља у рачву гране. Инкубација траје 14 до 15 дана, а младунчад развију перје након 15 до 16 дана.